# Milovan Drecun
Milovan Drecun, cyr. Милован Дрецун (ur. 4 października 1957 w miejscowości Vranje) – serbski dziennikarz, politolog i polityk, kandydat w wyborach prezydenckich.

## Życiorys
Ukończył szkołę podstawową w średnią w Surdulicy, następnie szkołę średnią w miejscowości Vladičin Han oraz studia politologiczne z zakresu stosunków międzynarodowych na Uniwersytecie w Belgradzie. Pracę dziennikarską zaczynał jako redaktor zagraniczny i polityczny w czasopiśmie „Narodna armija”, piśmie Jugosłowiańskiej Armii Ludowej, przemianowanym następnie na magazyn „Vojska”. W 1993 zaczął pracował dla serbskiego publicznego nadawcy radiowo-telewizyjnego RTS. Był korespondentem wojennym m.in. w trakcie wojny domowej w Kosowie.
W 1996 został członkiem Socjalistycznej Partii Serbii. W 2000 założył własne ugrupowanie pod nazwą Odrodzenie Serbii. Wystartował w wyborach prezydenckich w 2004, otrzymując w pierwszej turze głosowania około 0,5% głosów. W 2011 dołączył do Serbskiej Partii Postępowej, w następnym roku z jej ramienia uzyskał mandat posła do Zgromadzenia Narodowego. W 2014, 2016, 2020, 2022 i 2023 otrzymywał mandatowe miejsce na liście wyborczej tworzonej wokół SNS, zapewniając sobie poselską reelekcję.